# صدقني: اختطاف ليزا مكفي (فلم)
صدقني: اختطاف ليزا مكفي (بالإنجليزية: Believe Me: The Abduction of Lisa McVey) فيلم تلفزيوني دراما، وجريمة، وسيرة ذاتية كندي، أمريكي لعام 2018، والذي تم عرضه لأول مرة علي شبكة «لايف تايم» التلفزيونية في الولايات المتحدة، وعلى القناة التلفزيونية الكندية «شو كيس». الفيلم من بطولة كاتي دوغلاس، وروسيف ساذرلاند، وديفيد جيمس إليوت، ومن إخراج جيم دونوفان. يروي الفيلم القصة الحقيقية لليزا ماكفي التي تم اختطافها واغتصابها لمدة 26 ساعة على يد القاتل المتسلسل بوبي جو لونج في عام 1984. بالإضافة إلى البث التلفزيوني، صدر الفيلم أيضًا إلى دور العرض، وخاصًا في تامبا، في نفس المكان حيث تم القبض على بوبي جو لونج في عام 1984. حضر عرض هذا الفيلم ليزا ماكفي نولاند الحقيقية. صدر الفيلم لاحقًا على نتفليكس في المملكة المتحدة في يونيو 2021.

## طاقم التمثيل
كاتي دوغلاس: في دور ليزا ماكفي
ديانا إنتربارتولو: في دور يونغ ليزا ماكفي
روسيف ساذرلاند: في دور بوبي جو لونج
ديفيد جيمس إليوت: في دور المحقق لاري بينكرتون
ميغان فاهلينبلوك: في دور بيتي
كاثرين تايت: في دور العمة كارول
ليزا ماكفي نولاند: في دور ليزا ماكفي نولاند
أماندا أركوري: في دور لوري
كريس أوينز: في دور المخبر وولف
برونو فيردوني: في دور موريس إلوود
شيلبي باين: في دور سارة بينكرتون
ميلتون بارنز: في دور الضابط لوبيز
الكسندرا كاستيلو: في دور المخبر كينج
نيكا إليوت: في دور مراسلة
باتريس جودمان: في دور المحقق راسل

## أحداث الفيلم
تعيش ليزا ماكفي (كاتي دوغلاس) البالغة من العمر 17 عامًا مع جدتها المستهترة، وصديق جدتها موريس في تامبا باي بولاية فلوريدا. يعتدي موريس بانتظام على ليزا، وتتجاهل ذلك جدتها. في إحدى الليالي، وفي طريق عودة ليزا إلى المنزل من العمل، يختطفها بوبي جو لونغ (روسيف ساذرلاند)، ويغتصبها في سيارته قبل أن يقتادها إلى شقته. تبلغ جدة ليزا عن فقدها لكنها تفترض أنها هربت.
يحتجز بوبي الفتاة في شقته مقيدة، ومعصوبة العينين بينما يغتصبها باستمرار. تدرك ليزي أن الخاطف قد مر بتجارب مؤلمة مع النساء في الماضي، وتستخدم علم النفس العكسي لكسب ثقته، وأيضاً تترك بصمات أصابعها على أسطح حمامه وخيوط من شعرها تحت سريره. كما أنها تتذكر قدر المستطاع عن بوبي، وشقته عندما تزيل عصابة عينيها مؤقتًا عندما يكون نائمًا.
يتحرك بوبي بعد 26 ساعة للتخلص من ليزا، ويأخذها إلى منطقة منعزلة، وضع حمل مسدسًا على رأسها، ولكن بعد سماعه مناشدتها من أجل حياتها، يسمح لها بالهرب. تتذكر ليزا محيطها ثم تأخذ طريقها إلى المنزل. تقتحم منزلها لتخبر جدتها بما حدث، لكن الجدة ترفض تصديقها، وتتصل بالشرطة، ويأتون للحصول على ليزا للاستجواب.
يعتقد المحقق بينكرتون بصدق رواية ليزا، ويعتقد أيضًا أن خاطفها هو القاتل المتسلسل الذي يبحثون عنه. يرسل بينكرتون ملابس ليزا لإجراء فحوصات الطب الشرعي، وتتطابق الألياف الموجودة عليها مع الألياف الموجودة في جميع جثث النساء التسع ضحايا القاتل المتسلسل.
يبحث نائب بينكرتون في المنطقة، ويرصد سيارة مشابهة لتلك التي وصفتها ليزا يقودها بوبي، ويتمكن من التقاط صورة له، مما يسمح لليزا بالتعرف عليه بشكل إيجابي. يقوم الطب الشرعي بتفتيش شقة بوبي، ويجدوا كل أدلة الطب الشرعي التي تركتها ليزا وراءها. تم القبض على بوبي خارج دار السينما في 16 نوفمبر 1984، وأشاد الجميع بليزا لشجاعتها وقدرتها على المساعدة في القضية.
تذهب ليزا للعيش مع خالتها كارول وعمها جيم لتعيش بسعادة مع خالتها، وعمها، وأختها لوري لسنوات عديدة، قبل أن تكبر لتصبح نائبة رقيب في جرائم الجنس، وتعمل على حماية الشباب من مواقف مشابهة لما حدث لها. أُعدم بوبي جو لونج في النهاية في السجن بحقنة مميتة في عام 2019.

## استقبال الفيلم
كتب باتريك سيرانو على موقع لايف تاين انكوركيد المتخصص في نقد الأفلام التلفزيونية: «في الحياة الحقيقية، ليزا الآن ضابطة شرطة... يعجبني أنها شاركت في صنع هذا الفيلم».
كتبت تي جراي على موقع بست دارن جيرلز: «من الصعب تصديق أنها لا تزال صامدة حتى اليوم لتروي قصتها. نأمل أن تشجع قصة الانتصار هذه ضحية أخرى على الوقوف والتحدث»، ومنح الموقع الفيلم خمسة نجوم من أصل خمسة نجوم.

## الجوائز والترشيحات
جوائز (ACTRA) 2019: ترشح لجائزة (ACTRA) تورونتو لأفضل أداء نسائي (كاتي دوغلاس).
جوائز محرري السينما الكندية 2019: فاز بجائزة محرري السينما الكندية لأفضل مونتاج في فيلم تلفزيوني، أو مسلسل قصير (ليزا جروتينبور).
جوائز الشاشة الكندية، كاليفورنيا 2020: فاز بجائزة أفضل كتابة لفيلم تلفزيوني (كريستينا ويلش)، وفاز بجائزة أفضل فيلم تلفزيوني لجيف فاندروال (منتج منفذ)، وتشارلز تريماين (منتج منفذ). ترشح لجائزة أفضل أداء رئيسي، لفيلم تلفزيوني (كاتي دوغلاس)، وجائزة أفضل ممثل مساعد، دراما (روسيف ساذرلاند)، وترشح لجائزة أفضل إخراج، لفيلم تلفزيوني (جيم دونوفان)، وجائزة أفضل تصوير دراما
(ساشا موريك).
جوائز نقابة المخرجين الكندية 2019: ترشح لجوائز أفضل تصميم إنتاج متميز لفيلم تلفزيوني، أو مسلسل قصير (هيلين كوتسونيس)، وجائزة إنجاز بارز في المونتاج لفيلم تلفزيوني أو مسلسل قصير (ليزا جروتينبور)، وجائزة أفضل إنجاز بارز في مونتاج الصوت لفيلم تلفزيوني أو مسلسل قصير (براين باكيت، ومايكل بونيني).

## روابط خارجية
- مقالات تستعمل روابط فنية بلا صلة مع ويكي بيانات